# Антви, Нана
На́на Ква́ме А́нтви (англ. Nana Kwame Antwi; род. 10 августа 2000, Аккра, Гана) — ганский футболист, защитник клуба «Стяуа».

## Карьера
Начал играть в футбольной академии «Dansoman Leeds United». В 2013 году перешёл в «Янг Уайз».
В августе 2018 года стал игроком армянского клуба «Лори». Дебютировал в Премьер лиге в матче против «Урарту». В Кубке независимости Армении дебютировал в сентябре 2018 года в матче 1/8 финала против команды «Джуниор».
В августе 2019 года отправился в аренду во вторую команду французского «Лилля». В чемпионате Насьональ 2 сыграл 10 матчей. Дебютировал в матче против «Эпиналь».
В июле 2021 года перешёл в «Урарту». Дебютировал в Лиге Конференций УЕФА в матче против словенского «Марибора».